# Signe Rink
Nathalie Sophia Nielsine Caroline “Signe“ Rink (n. Møller; Paamiut, Sermersooq, 24 de enero de 1836-Oslo, 19 de abril de 1909) fue una escritora y etnógrafa danogroenlandesa.

## Biografía
Era hija del inspector Jørgen Nielsen Møller (1801–1862) y su esposa Antonette Ernestine Constance Tommerup (1813–1891) y tras vivir en Groenlandia un tiempo la enviaron al colegio a Dinamarca en 1850. Allí, a los 17 años, se casó con Hinrich Johannes Rink (1819–1893) y regresó a Groenlandia. Su única hija Antoinette Margrethe nació el 24 de febrero de 1855 en Qaqortoq. En 1858, Hinrich Johannes Rink, en sustitución del padre de Signe, fue nombrado inspector de Groenlandia del sur y la pareja se trasladó a Nuuk, y en 1868 se mudaron a Copenhague por problemas de salud, y Hinrich Johannes pronto se convirtió en director del KGH. En 1882 se mudaron a Oslo, donde Signe Rink empezó a escribir y en varios libros describió la vida en la colonia del Ártico de Dinamarca. Cuando su marido murió, empezó a coleccionar las obras de los artistas Aron de Kangeq y Jens Kreutzmann.

## Obra
- Grønlændere (1886)
- Grønlændere og Danske i Grønland (1887)
- Koloni-Idyller fra Grønland (1888)
- Kajakmænd (1896)
- Vestgrønlænder Kateket Hansêraĸs dagbog om de hedenske Østgrønlændere (1900)
- Fra det Grønland der gik (1902)